# بيني طومسون
بيني طومسون (بالإنجليزية: Bennie Thompson)‏ هو لاعب كرة قدم أمريكية ولاعب كرة قدم كندية أمريكي، ولد في 10 فبراير 1963 في نيو أورلينز في الولايات المتحدة.

## وصلات خارجية
- بيني طومسون على موقع مرجع كرة القدم المحترفة.كوم (الإنجليزية)